# Tiro com arco nos Jogos Olímpicos de Verão de 2020 - Equipes mistas
A competição por equipes mistas do tiro com arco nos Jogos Olímpicos de Verão de 2020 foi disputada em 23 e 24 de julho de 2021 no Parque de Yumenoshima, em Tóquio. Foi a primeira aparição da prova como evento olímpico e contou com um total de 61 arqueiros de 29 Comitês Olímpicos Nacionais (CON).

## Qualificação
Nenhuma cota de vaga foi alocada diretamente para o evento de equipes mistas. Em vez disso, a classificação para a competição por equipes foi feita nos próprios Jogos, durante as rodadas individuais de ranqueamento masculina e feminina. Cada CON com pelo menos um arqueiro em eventos individuais masculino e feminino poderiam se qualificar. A pontuação do melhor homem e da melhor mulher na fase de ranqueamento para cada um CON é somado para dar a pontuação total da equipe mista; os 16 primeiros CONs se qualificam para a fase eliminatória do evento.

## Formato
Tal como nos outros eventos de tiro com arco, as equipes mistas competem com arco recurvo e na distância e regras de 70 metros aprovadas pela World Archery. 16 equipes de 2 arqueiros (um homem e uma mulher) cada participam das fases eliminatórias. A competição começa com a fase de ranqueamento, na qual cada arqueiro atira 72 flechas (estas são as mesmas fases de ranqueamento usadas para a prova individual masculina e individual feminina). As pontuações combinadas são usadas para definir as equipes na chave de eliminação única (com apenas as 16 melhores equipes avançando). Cada partida consiste em quatro conjuntos de 4 flechas, duas por arqueiro. A equipe com maior pontuação no set – total das quatro flechas – recebe dois pontos de set; se as equipes estiverem empatadas, cada uma recebe um ponto de set. A primeira equipe com cinco pontos vence a partida. Se a partida estiver empatada em 4–4 após 4 sets, um desempate é usado com cada arqueiro da equipe atirando uma flecha; se a pontuação do set de desempate permanecer empatada, a flecha mais próxima do centro vence.

## Calendário
Horário local (UTC+9)
| Data                | Horário                      | Fase                                                                   |
| ------------------- | ---------------------------- | ---------------------------------------------------------------------- |
| 23 de julho de 2021 | 9:00 13:00                   | Fase de ranqueamento feminino Fase de ranqueamento masculino           |
| 24 de julho de 2021 | 9:30 14:15 15:30 16:25 16:45 | Oitavas de final Quartas de final Semifinais Disputa pelo bronze Final |

## Medalhistas
| Ouro   | KOR Kim Je-deok e An San               |
| Prata  | NED Steve Wijler e Gabriela Schloesser |
| Bronze | MEX Luis Álvarez e Alejandra Valencia  |

## Recordes
Antes desta competição, os seguintes recordes eram estabelecidos:
| Fase de ranqueamento – 144 flechas | Fase de ranqueamento – 144 flechas | Fase de ranqueamento – 144 flechas | Fase de ranqueamento – 144 flechas | Fase de ranqueamento – 144 flechas |
| ---------------------------------- | ---------------------------------- | ---------------------------------- | ---------------------------------- | ---------------------------------- |
| Recorde mundial                    | Kang Chae-young Lee Woo-seok       | 1388                               | 's-Hertogenbosch                   | 10 de junho de 2019                |
| Recorde olímpico                   | Não estabelecido                   | –                                  | –                                  | –                                  |

## Resultados

### Fase de ranqueamento
Apenas as 16 primeiras equipes no total combinado avançam para a fase eliminatória.
| Pos. | CON                | Arqueiros                                            | Total | 10s | Xs |
| ---- | ------------------ | ---------------------------------------------------- | ----- | --- | -- |
| 1    | KOR Coreia do Sul  | Kim Je-deok An San                                   | 1368  | 79  | 31 |
| 2    | USA Estados Unidos | Brady Ellison Mackenzie Brown                        | 1350  | 69  | 24 |
| 3    | JPN Japão          | Hiroki Muto Azusa Yamauchi                           | 1343  | 67  | 19 |
| 4    | MEX México         | Luis Álvarez Alejandra Valencia                      | 1336  | 60  | 23 |
| 5    | CHN China          | Wei Shaoxuan Yang Xiaolei                            | 1328  | 57  | 11 |
| 6    | NED Países Baixos  | Steve Wijler Gabriela Schloesser                     | 1327  | 60  | 15 |
| 7    | TUR Turquia        | Mete Gazoz Yasemin Anagöz                            | 1321  | 57  | 18 |
| 8    | TPE Taipé Chinês   | Tang Chih-chun Lin Chia-en                           | 1319  | 59  | 13 |
| 9    | IND Índia          | Pravin Jadhav Deepika Kumari                         | 1319  | 52  | 18 |
| 10   | ROC                | Galsan Bazarzhapov Ksenia Perova                     | 1317  | 53  | 16 |
| 11   | ITA Itália         | Mauro Nespoli Chiara Rebagliati                      | 1316  | 52  | 15 |
| 12   | GBR Grã-Bretanha   | Patrick Huston Sarah Bettles                         | 1311  | 55  | 20 |
| 13   | GER Alemanha       | Florian Unruh Michelle Kroppen                       | 1309  | 49  | 12 |
| 14   | FRA França         | Pierre Plihon Lisa Barbelin                          | 1307  | 55  | 16 |
| 15   | INA Indonésia      | Riau Ega Agatha Diananda Choirunisa                  | 1297  | 52  | 15 |
| 16   | BAN Bangladesh     | Ruman Shana Diya Siddique                            | 1297  | 47  | 16 |
|      |                    |                                                      |       |     |    |
| 17   | CAN Canadá         | Crispin Duenas Stephanie Barrett                     | 1295  | 38  | 10 |
| 18   | UKR Ucrânia        | Oleksii Hunbin Veronika Marchenko                    | 1291  | 57  | 18 |
| 19   | MAS Malásia        | Khairul Anuar Mohamad Syaqiera Mashayikh             | 1291  | 46  | 15 |
| 20   | BRA Brasil         | Marcus Vinicius D'Almeida Ane Marcelle dos Santos    | 1287  | 39  | 14 |
| 21   | ESP Espanha        | Daniel Castro Inés de Velasco                        | 1278  | 39  | 11 |
| 22   | MDA Moldávia       | Dan Olaru Alexandra Mîrca                            | 1275  | 40  | 11 |
| 23   | VIE Vietnã         | Nguyễn Hoàng Phi Vũ Đỗ Thị Ánh Nguyệt                | 1275  | 38  | 8  |
| 24   | POL Polônia        | Sławomir Napłoszek Sylwia Zyzańska                   | 1267  | 43  | 16 |
| 25   | AUS Austrália      | Taylor Worth Alice Ingley                            | 1267  | 36  | 11 |
| 26   | COL Colômbia       | Daniel Pineda Valentina Acosta Giraldo               | 1266  | 38  | 11 |
| 27   | MGL Mongólia       | Baatarkhuyagiin Otgonbold Bishindeegiin Urantungalag | 1260  | 36  | 8  |
| 28   | TUN Tunísia        | Mohamed Hammed Rihab Elwalid                         | 1240  | 28  | 8  |
| 29   | EGY Egito          | Youssof Tolba Amal Adam                              | 1215  | 35  | 13 |

### Fase eliminatória
Toda essa fase, das oitavas de final até a definição das medalhistas, ocorreu em 24 de julho de 2021.
| Oitavas de final | Oitavas de final                             | Oitavas de final | Oitavas de final | Oitavas de final | Oitavas de final | Oitavas de final | Oitavas de final |  |    | Quartas de final               | Quartas de final                 | Quartas de final | Quartas de final | Quartas de final | Quartas de final | Quartas de final | Quartas de final |  |   | Semifinais                    | Semifinais | Semifinais | Semifinais | Semifinais | Semifinais | Semifinais | Semifinais |  |                     | Final                        | Final                         | Final               | Final               | Final               | Final               | Final               | Final |
|                  |                                              |                  |                  |                  |                  |                  |                  |  |    |                                |                                  |                  |                  |                  |                  |                  |                  |  |   |                               |            |            |            |            |            |            |            |  |                     |                              |                               |                     |                     |                     |                     |                     |       |
| 1                | KOR Kim Je-deok KOR An San                   | 6                | 38               | 35               | 39               |                  |                  |  |    |                                |                                  |                  |                  |                  |                  |                  |                  |  |   |                               |            |            |            |            |            |            |            |  |                     |                              |                               |                     |                     |                     |                     |                     |       |
| 16               | BAN Ruman Shana BAN Diya Siddique            | 0                | 30               | 33               | 38               |                  |                  |  |    | 1                              | KOR Kim J-d KOR An S             | 6                | 35               | 38               | 35               | 36               |                  |  |   |                               |            |            |            |            |            |            |            |  |                     |                              |                               |                     |                     |                     |                     |                     |       |
| 9                | IND Pravin Jadhav IND Deepika Kumari         | 5                | 35               | 38               | 40               | 37               |                  |  | 9  | IND P Jadhav IND D Kumari      | 2                                | 32               | 37               | 38               | 33               |                  |                  |  |   |                               |            |            |            |            |            |            |            |  |                     |                              |                               |                     |                     |                     |                     |                     |       |
| 8                | TPE Tang Chih-chun TPE Lin Chia-en           | 3                | 36               | 38               | 35               | 36               |                  |  |    |                                |                                  |                  |                  |                  |                  |                  |                  |  | 1 | KOR Kim J-d KOR An S          | 5          | 37         | 39         | 38         |            |            |            |  |                     |                              |                               |                     |                     |                     |                     |                     |       |
| 5                | CHN Wang Dapeng CHN Wu Jiaxin                | 3                | 35               | 34               | 38               | 37               |                  |  |    |                                |                                  |                  |                  |                  |                  |                  |                  |  | 4 | MEX L Álvarez MEX A Valencia  | 1          | 37         | 37         | 36         |            |            |            |  |                     |                              |                               |                     |                     |                     |                     |                     |       |
| 12               | GBR Patrick Huston GBR Sarah Bettles         | 5                | 36               | 36               | 36               | 37               |                  |  |    | 12                             | GBR P Huston GBR S Bettles       | 0                | 36               | 37               | 34               |                  |                  |  |   |                               |            |            |            |            |            |            |            |  |                     |                              |                               |                     |                     |                     |                     |                     |       |
| 13               | GER Florian Unruh GER Michelle Kroppen       | 2                | 35               | 39               | 35               | 34               |                  |  | 4  | MEX L Álvarez MEX A Valencia   | 6                                | 38               | 39               | 36               |                  |                  |                  |  |   |                               |            |            |            |            |            |            |            |  |                     |                              |                               |                     |                     |                     |                     |                     |       |
| 4                | MEX Luis Álvarez MEX Alejandra Valencia      | 6                | 37               | 37               | 36               | 37               |                  |  |    |                                |                                  |                  |                  |                  |                  |                  |                  |  |   |                               |            |            |            |            |            |            |            |  |                     | 1                            | KOR Kim J-d KOR An S          | 5                   | 35                  | 37                  | 36                  | 39                  |       |
| 3                | JPN Hiroki Muto JPN Azusa Yamauchi           | 3                | 37               | 35               | 33               | 33               |                  |  |    |                                |                                  |                  |                  |                  |                  |                  |                  |  |   |                               |            |            |            |            |            |            |            |  |                     | 6                            | NED S Wijler NED G Schloesser | 3                   | 38                  | 36                  | 33                  | 39                  |       |
| 14               | FRA Jean-Charles Valladont FRA Lisa Barbelin | 5                | 36               | 39               | 33               | 37               |                  |  |    | 14                             | FRA J-C Valladont FRA L Barbelin | 4                | 37               | 35               | 34               | 37               | 17               |  |   |                               |            |            |            |            |            |            |            |  |                     |                              |                               |                     |                     |                     |                     |                     |       |
| 11               | ITA Mauro Nespoli ITA Chiara Rebagliati      | 0                | 36               | 34               | 33               |                  |                  |  | 6  | NED S Wijler NED G Schloesser  | 5                                | 34               | 37               | 37               | 35               | 19               |                  |  |   |                               |            |            |            |            |            |            |            |  |                     |                              |                               |                     |                     |                     |                     |                     |       |
| 6                | NED Steve Wijler NED Gabriela Schloesser     | 6                | 37               | 39               | 35               |                  |                  |  |    |                                |                                  |                  |                  |                  |                  |                  |                  |  | 6 | NED S Wijler NED G Schloesser | 5          | 36         | 36         | 36         | 37         |            |            |  |                     |                              |                               |                     |                     |                     |                     |                     |       |
| 7                | TUR Mete Gazoz TUR Yasemin Anagöz            | 6                | 37               | 38               | 34               | 35               |                  |  |    |                                |                                  |                  |                  |                  |                  |                  |                  |  | 7 | TUR M Gazoz TUR Y Anagöz      | 3          | 35         | 35         | 37         | 37         |            |            |  |                     |                              |                               |                     |                     |                     |                     |                     |       |
| 10               | ROC Galsan Bazarzhapov ROC Ksenia Perova     | 2                | 37               | 37               | 34               | 33               |                  |  |    | 7                              | TUR M Gazoz TUR Y Anagöz         | 6                | 34               | 38               | 36               | 35               |                  |  |   |                               |            |            |            |            |            |            |            |  | Disputa pelo bronze | Disputa pelo bronze          | Disputa pelo bronze           | Disputa pelo bronze | Disputa pelo bronze | Disputa pelo bronze | Disputa pelo bronze | Disputa pelo bronze |       |
| 15               | INA Riau Ega Agatha INA Diananda Choirunisa  | 5                | 37               | 36               | 33               | 36               | 20               |  | 15 | INA RE Agatha INA D Choirunisa | 2                                | 35               | 35               | 35               | 33               |                  |                  |  |   |                               |            |            |            |            |            |            |            |  | 4                   | MEX L Álvarez MEX A Valencia | 6                             | 36                  | 27                  | 39                  | 34                  |                     |       |
| 2                | USA Brady Ellison USA Mackenzie Brown        | 4                | 34               | 33               | 34               | 37               | 18               |  |    |                                |                                  |                  |                  |                  |                  |                  |                  |  |   |                               |            |            |            |            |            |            |            |  |                     | 7                            | TUR M Gazoz TUR Y Anagöz      | 2                   | 34                  | 36                  | 36                  | 33                  |       |